# Sunset Boulevard (Musical)
Sunset Boulevard (Anhörenⓘ) ist ein Musical von Andrew Lloyd Webber. Es basiert auf dem Film Boulevard der Dämmerung von Billy Wilder aus dem Jahr 1950 mit Gloria Swanson in der Hauptrolle.
Seine Weltpremiere feierte Sunset Boulevard am 12. Juli 1993 im Londoner Adelphi Theatre mit Patti LuPone in der Rolle der Norma Desmond. In der amerikanischen Fassung des Musicals feierte die bekannte Schauspielerin Glenn Close ihren größten Broadway-Erfolg.
Die deutschsprachige Erstaufführung in der Übersetzung von Michael Kunze fand am 8. Dezember 1995 im eigens für das Musical gebauten Rhein-Main-Theater in Niedernhausen statt. Diese Produktion wurde nach 992 Aufführungen am 5. Mai 1998 eingestellt. Seit 2010 sind die Aufführungsrechte für Stadttheater freigegeben, die erste freie Inszenierung erfolgte am Theater Magdeburg unter der Regie von Stefan Huber.
Eine neue Version des Stücks mit einer Orchestrierung für großes Symphonieorchester (die „Symphonic Version“) wurde im April 2016 in der English National Opera in London mit Glenn Close in der Hauptrolle erstmals aufgeführt. In Deutschland wurde diese Version im Oktober 2016 erstmals in Dortmund und Lübeck aufgeführt.

## Handlung
Joe Gillis, Drehbuchautor in Hollywood, ist völlig pleite. Niemand will seine Drehbücher annehmen. Bei einem der Produzenten trifft er auf die Produktionsassistentin Betty Schaefer, die Interesse an seinen Drehbüchern bekundet. Gillis’ Finanzlage ist so prekär, dass er die Rate für seinen Wagen nicht mehr bezahlen kann. Er flieht vor seinen Gläubigern.
Auf der Flucht gerät er zufällig auf das Anwesen der Stummfilm-Diva Norma Desmond. Isoliert und vergessen von der Außenwelt lebt sie mit ihrem Butler Max von Mayerling in einer heruntergekommenen Villa. Zunächst glaubt Gillis, dass die Villa verlassen ist und parkt in der Garage. Bald darauf bemerkt er aber, dass die Villa noch bewohnt wird: Norma und Max glauben, Joe sei gekommen, um den vor kurzem gestorbenen Schimpansen zu bestatten. Als Norma merkt, dass Joe nicht der Bestatter ist, verweist sie ihn des Hauses. Joe erwähnt jedoch, dass er Drehbuchautor ist. Die beiden kommen ins Gespräch und Norma zeigt Joe das Drehbuch zu ihrem Film Salomé. Joe hält zwar zunächst nichts davon, Norma überzeugt ihn aber über Nacht zu bleiben und es zu Ende zu lesen. Cecil B. DeMille soll es mit ihr in der Titelrolle verfilmen. Norma ist davon überzeugt, dass dies ihr Comeback würde.
Da Norma oft Fanpost bekommt, glaubt sie, dass die ganze Welt auf einen neuen Norma-Desmond-Film wartet. Gillis findet später heraus, dass Max die Briefe verfasst und Norma dadurch in ihrem Wahn bestärkt, sie sei nach wie vor ein großer Star. Zudem stellt sich heraus, dass Max Normas Entdecker, Regisseur und Ehemann gewesen ist.
Aufgrund seiner Geldsorgen nimmt Gillis Normas Angebot an, zieht zunächst in die Wohnung über der Garage, dann in das Schlafzimmer der früheren Ehemänner der Hausherrin ein, weil es in die Wohnung über der Garage hineinregnet. Gillis gerät immer stärker in Normas Abhängigkeit und ist gezwungen, ihren Bridge-Partien mit anderen vergessenen Filmstars beizuwohnen. Zudem führt sie regelmäßig im hauseigenen Kino ihre Erfolge aus der Stummfilmzeit vor. Das ganze Haus ist vollgestopft mit Fotos und anderen Überbleibseln aus Normas Glanzzeit. Norma selbst erinnert immer wieder daran, dass  Schauspieler früher durch die Kraft ihrer Darstellung überzeugt hätten und jemand wie Greta Garbo keinen Dialog nötig gehabt habe.
Nach einer teuren und großzügigen Silvesterfeier, die Norma im Stil großer Stummfilmdramen nur für sich und Joe arrangiert hat, hat Gillis genug und verlässt das Anwesen. Er besucht seinen Freund Artie Green, der gerade ein großes Fest feiert. Dort trifft Gillis Betty Schaefer wieder, sie ist Arties Verlobte. Als Norma erfährt, dass Joe ihre Party verlassen hat, schneidet sie sich die Pulsadern auf. Später hört Gillis davon und kehrt aus Sorge zu ihr zurück und wird daraufhin ihr Liebhaber. Norma verwöhnt ihn und kauft ihm teure Kleidung und Schmuck.
Norma bittet Max, zur Paramount zu gehen und Cecil B. DeMille persönlich das Drehbuch zu überreichen. In den nächsten Tagen nimmt er immer wieder Anrufe der Paramount entgegen und spricht mit einem Mann. Norma wird sehr sauer, weil Cecil B. DeMille nicht selber angerufen hat, obwohl sie zwölf Filme gemeinsam gedreht hatten und er ohne sie nichts erreicht hätte. Deshalb kleidet und schminkt sie sich perfekt und fährt mit Max und Joe zu den Paramount Studios, um mit DeMille über den Film zu reden. Anfangs lässt sie niemand hinein, bis ein alter Mann sie erkennt und bestätigt, dass sie keine Bescheinigung nötig habe. Sie rast nun vor Wut, weil sie glaubt, der größte Star auf Erden zu sein. Sie erinnert daran, dass Paramount ohne sie nicht existieren würde. Schließlich stellt sich heraus, dass das Studio lediglich ihren luxuriösen Isotta Fraschini aus den 1920er Jahren für Filmaufnahmen verwenden möchte. Cecil B. DeMille sagt ihr, dass sie sehen werden, was sich machen lässt. Als Joe und Max im Wagen warten, sieht Joe Betty Schaefer und geht in ihr Büro. Die beiden wollen an einem Drehbuch schreiben, aber Joe kann nur in der Nacht, weil Norma ihn nicht aus dem Haus lässt.
Irgendwann merkt Norma, dass Joe jede Nacht weggeht, um an dem Drehbuch mit Betty Schaefer zu schreiben. Sie droht, sich mit dem Revolver, den sie kürzlich gekauft hat, zu erschießen. Sie ruft bei Betty an und sagt ihr, wo und von wem Joe lebt. Joe  nimmt Norma das Telefon weg und sagt: „Komm und sieh selber. Die Adresse ist 10086 Sunset Boulevard“. Als Betty kommt, sagt er ihr, sie soll gehen und das Drehbuch alleine zu Ende schreiben. Norma sieht aber später, dass Joe sie verlassen will, und fleht ihn an, zu bleiben. Nun wird sie ganz verrückt und Joe sagt ihr die Wahrheit, dass sie vergessen ist und dass Max alle Verehrerbriefe schreibt. Als Joe im Garten ist, erschießt sie ihn mit dem Revolver, mit dem sie sich selber umbringen wollte. Nach drei Schüssen stirbt er und stürzt in den Pool.
Später kommen Polizisten, Zeitungsleute, Passanten und schließlich ein Wagen von Paramount News. Norma sitzt in ihrem Zimmer vor dem Spiegel und macht sich schön. Die Fragen, die ihr die Polizei stellt, ignoriert sie, bis Max kommt und sagt, dass die Kameras zum Filmen bereit sind. Sie denkt, dass ihr Film Salomé gedreht werde, und geht hoheitsvoll die Treppe zum Haupteingang hinunter.

## Musiktitel
1. Akt
- Overture
- I Guess It Was 5 A.M. (dt.: Es war etwa fünf Uhr früh)
- Let’s Have Lunch (dt.: Dann bis bald)
- Every Movie’s a Circus (dt.: Jeder Film ist ein Circus)
- Surrender (dt.: Aufzugeben)
- With one Look (dt.: Nur ein Blick)
- Salome (dt.: Salome)
- The Greatest Star of All (dt.: Kein Star wird jemals größer sein)
- Every Movie’s a Circus (Reprise) (dt.: Jeder Film ist ein Circus (Reprise))
- Girl Meets Boy (dt.: Sie trifft ihn)
- New Ways to Dream (dt.: Träume aus Licht)
- The Lady’s Paying (dt.: Die Rechnung zahlt die Dame)
- The Perfect Year (dt.: Ein gutes Jahr)
- This Time Next Year (dt.: Nur noch ein Jahr)
- Finale Primo

2. Akt
- Entr’acte
- Sunset Boulevard (dt.: Sunset Boulevard)
- There’s Been a Call (Reprise: The Perfect Year) (dt.: Reprise: Ein gutes Jahr)
- As If We Never Said Goodbye (dt.: Als hätten wir uns nie Goodbye gesagt)
- Surrender (Reprise) (dt.: Aufzugeben (Reprise))
- Girl Meets Boy (Reprise) (dt.: Sie trifft ihn (Reprise))
- Eternal Youth is Worth a Little Suffering (dt.: Ein bißchen Leiden)
- Too Much in Love to Care (dt.: Viel zu sehr)
- New Ways to Dream (Reprise) (dt.: Träume aus Licht (Reprise))
- Sunset Boulevard (Reprise) (dt.: Sunset Boulevard (Reprise))
- Finale Ultimo

## Hauptrollen
- Norma Desmond – gealterter, exzentrischer ehemaliger Stummfilm-Star
- Joe Gillis – junger erfolgloser Drehbuchautor
- Max von Mayerling – Normas erster Ehemann und Butler
- Betty Schaefer – vielversprechende Nachwuchs-Autorin und Joes Liebhaberin
- Cecil B. DeMille – der berühmte Regisseur
- Artie Green – Betty Schaefers Verlobter
- Sheldrake – Filmproduzent bei Paramount Pictures
- Manfred – teurer Schneider

### Originalbesetzung
| Rolle             | Sydmonton Festival (1991) | Sydmonton Festival (1992) | West End (1993)  | West End (1993) | Los Angeles (1993) | Broadway (1994)  | Toronto (1995)     | Rhein-Main-Theater (1995) | Melbourne (1996) | BBC Radio 2 Konzert (2004) | West End (2008)    | West End (2016) | Broadway (2017)     | Kaiserslautern (2022) |
| ----------------- | ------------------------- | ------------------------- | ---------------- | --------------- | ------------------ | ---------------- | ------------------ | ------------------------- | ---------------- | -------------------------- | ------------------ | --------------- | ------------------- | --------------------- |
| Norma Desmond     | Ria Jones                 | Patti LuPone              | (Patti LuPone)   | Betty Buckley   | Glenn Close        | Glenn Close      | Diahann Carroll    | Helen Schneider           | Debra Byrne      | Petula Clark               | Kathryn Evans      | Glenn Close     | Glenn Close         | Astrid Vosberg        |
| Joe Gillis        | Michael Ball              | Kevin Anderson            | (Kevin Anderson) | John Barrowman  | Alan Campbell      | Alan Campbell    | Rex Smith          | Uwe Kröger                | Hugh Jackman     | Michael Ball               | Ben Goddard        | Michael Xavier  | Michael Xavier      | Daniel Eckert         |
| Betty Schaefer    | Frances Ruffelle          | LuAnn Arouson             | Meredith Braun   | Meredith Braun  | Judy Kuhn          | Alice Ripley     | Anita Louise Combe | Barbara Wallner           | Catherine Porter | Emma Williams              | Laura Pitt-Pulford | Siobhan Dillon  | Siobhan Dillon      | Adrienn Cunka         |
| Max von Meyerling | Kevin Colson              | Daniel Benzali            | Daniel Benzali   | Daniel Benzali  | George Hearn       | George Hearn     | Walter Charles     | Norbert Lamla             | Norbert Lamla    | Michael Bauer              | Dave Willetts      | Fred Johanson   | Fred Johanson       | Daniel Böhm           |
| Artie Green       | nicht vorhanden           | nicht vorhanden           | Gareth Snook     | Gareth Snook    | Vincent Tumeo      | Vincent Tumeo    | Christopher Shyer  | Michael Bauer             | Tim Beveridge    | Michael Xavier             | Tomm Coles         | Haydn Oakley    | Preston Truman Boyd | Peter Floch           |
| Cecil B. DeMille  | nicht vorhanden           | nicht vorhanden           | Michael Bauer    | Michael Bauer   | Alan Oppenheimer   | Alan Oppenheimer | John Braden        | Björn Stockhaus           | Clive Hearne     | Ian Burford                | Craig Pinder       | Julian Forsyth  | Paul Schoeffler     | Alexis Wagner         |
| Sheldrake         | nicht vorhanden           | nicht vorhanden           | Harry Dixon      | Harry Dixon     | Sal Mistretta      | Sal Mistretta    | nicht vorhanden    | James Brookes             | Robert Grubb     | Rohan Tickell              | Alexander Evans    | Mark Goldthorpe | Andy Taylor         | Ralph Jaarsma         |
| Manfred           | nicht vorhanden           | nicht vorhanden           | Nicolas Colicos  | Nicolas Colicos | Rick Podell        | Rick Podell      | nicht vorhanden    | Kenn Derby                | John McTernan    | Mark Mickerracher          | Sam Kenyon         | Fenton Gray     | Jim Walton          | José Carmona          |

## Aufführungen
- 1993: London, Adelphi Theatre: Weltpremiere am 12. Juli 1993; Darsteller: Patti LuPone, Kevin Anderson
- 1993: Los Angeles, Shubert Theatre: US-amerikanische Erstaufführung am 9. Dezember 1993 (Shubert Theatre); Darsteller: Glenn Close, Alan Campbell
- 1994: New York, Minskoff Theatre: Broadway Premiere am 17. November 1994; Darsteller: Glenn Close, Elaine Paige, Alan Campbell
- 1995: Toronto, Ford Center for the Performing Arts: kanadische Erstaufführung am 15. Oktober 1995; Darsteller: Diahann Carroll, Rex Smith
- 1995: Niedernhausen, Rhein-Main-Theater: deutschsprachige Erstaufführung am 8. Dezember 1995; Darsteller: Helen Schneider, Daniela Ziegler, Uwe Kröger, Yngve Gasoy-Romdal
- 1996: Melbourne, Regent Theatre; australische Erstaufführung am 26. Oktober 1996; Darsteller: Debra Byrne, Hugh Jackman
- 2008–2009: Niederlande: Tournee durch die Niederlande; Darsteller: Pia Douwes, Simone Kleinsma, Maike Boerdam-Strobel
- 2010: Theater Magdeburg: Premiere 13. November 2010; Darsteller: Marianne Larsen, Nikolaj Alexander Brucker, Norbert Lamla, Milica Jovanović
- 2011: Bad Hersfelder Festspiele: Premiere 20. Juni 2011; Darsteller: Helen Schneider, Wietske van Tongeren, Rasmus Borkowski
- 2012: Theater Hof: Premiere 26. Oktober 2012
- 2012: Staatstheater Braunschweig: Premiere 1. Dezember 2012
- 2013: Stadttheater Klagenfurt: Premiere 28. März 2013; Darsteller: Susan Rigvava-Dumas, David Arnsperger, Elisabeth Hübert, Harald Serafin
- 2013: Stadttheater Pforzheim: Premiere 27. September 2013
- 2013: Würzburg, Mainfranken Theater: 8. November 2013; Darsteller: Barbara Schöller, Robert D. Marx, Anja Gutgesell, Daniel Fiolka. Musikalische Leitung: Frank Obermair, Inszenierung: Ivan Alboresi
- 2013: Theater Lüneburg: Premiere 16. November 2013; Darsteller: Masha Karell, Kristian Lucas
- 2014: Landestheater Coburg: Premiere 11. Mai 2014
- 2014: Freilichtspiele Tecklenburg: Premiere 25. Juli 2014; Darsteller: Maya Hakvoort, Thomas Hohler, Julian Looman, Reinhard Brussmann, Elisabeth Hübert
- 2014: Stadttheater Fürth: Premiere 17. Oktober 2014; Darsteller: Helen Schneider, Oliver Arno
- 2015: Rendsburg, Schleswig-Holsteinisches Landestheater und Sinfonieorchester: Premiere 7. Februar; Regie: Markus Hertel
- 2015: Straubing, Theater am Hagen: Premiere 27. Februar 2015; Darsteller: Christian Schöne, Stephanie Lorenz, Hannah Turowski
- 2015: Bühnen und Orchester der Stadt Bielefeld: Premiere 20. März 2015; Regie: Thomas Winter; Bühne: Ulv Jacobsen; Darsteller: Brigitte Oelke, Veit Schäfermeier
- 2016: London Coliseum: Premiere 1. April 2016; Regie: Lonny Price; Bühne: James Noone; Darsteller: Glenn Close, Michael Xavier
- 2016: Ettlingen, Schlossfestspiele: Premiere 23. Juni 2016; Darsteller: Betty Vermeulen, Thomas Klotz, Dorothée Kahler, Hans Neblung
- 2016: Frankenfestspiele Röttingen: Premiere 14. Juli 2016; Darsteller: Daniela Ziegler, Aris Sas, Martin Berger, Abla Alaoui
- 2016: Theater Lübeck: Premiere 21. Oktober 2016; Inszenierung: Michael Wallner; Musikalische Leitung: Ludwig Pflanz; Bühne: Till Kuhnert; Kostüme: Aleksandra Kica; Darsteller: Gitte Hænning (Norma Desmond), Rasmus Borkowski (Joe Gillis)
- 2016: Theater Dortmund: Premiere 8. Oktober 2016; Regie: Gil Mehmert; Darsteller: Pia Douwes (Norma Desmond), Oliver Arno (Joe Gillis), Wietske van Tongeren (Betty Schaefer)
- 2017: New York, Palace Theater: Premiere 8. Februar 2017; Darsteller: Glenn Close (Norma Desmond), Michael Xavier (Joe Gillis), Siobhan Dillon (Betty Schaefer), Fred Johanson (Max v. Mayerling)
- 2017: Theater Altenburg-Gera: Premiere: 24. September 2017; Inszenierung: Michael Wallner; Bühne: Till Kuhnert; Kostüme: Hilke Förster; Besetzung: Angelika Milster (Norma Desmond), Kai Wefer (Joe Gillis), Claudia Müller (Betty Schaefer), Johannes Beck (Max v. Mayerling), Ulrich Burdack (Cecil B. DeMille)[4]
- 2017: Trier, Tuchfabrik: Premiere 15. September 2017; Inszenierung: Stephan Vanecek; Musikalische Leitung: Dominik Nieß; Choreographie: Angelika Bucks; Besetzung: Katharina Scherer (Norma Desmond), Philippe Kayser (Joe Gillis), Stephan Vanecek (Max von Mayerling), Antonia Crames (Betty Schaefer)
- 2017: Staatstheater Cottbus: Premiere 14. Oktober 2017; Regie: Klaus Seiffert
- 2017: Theater Bonn: Premiere 21. September 2017; Regie: Gil Mehmert; Darsteller: Pia Douwes (Norma Desmond), Oliver Arno (Joe Gillis), Wietske van Tongeren (Betty Schaefer)
- 2018: Potsdam, Hans Otto Theater: Premiere 27. April 2018; Regie: Klaus Seiffert; Gastspiel des Staatstheaters Cottbus
- 2019: Theater Lübeck: Wiederaufnahme 4. April 2019
- 2019: Vereinigte Bühnen Bozen: Premiere 16. Mai 2019; Regie: Rudolf Frey; Darsteller: Maya Hakvoort, Dominik Hees, Merle Hoch, Erwin Belakowitsch, Lukas Lobis, Alexander Auler, Nico Schweers, Alexander Donesch, Marie-Theres Anselm, Anna Burger, Ulrike Hallas, Sarah Merler, Sampaguita Mönck, Johanna Mucha, Tina Rosensprung, Janis Masino, Gregor Krammer, Merten Schroedter, Lukas Strasheim, Lukas Weinberger
- 2019: Gerhart-Hauptmann-Theater Görlitz: Premiere: 30. März 2019, Derniere: 26. Mai 2019 Inszenierung: Ansgar Weigner
- 2022: Bühne Baden: Premiere: 8. Juli 2022; Musikalische Leitung: Andjelko Igrec, Inszenierung: Andreas Gergen, Maya Hakvoort (Norma Desmond), Lukas Perman (Joe Gillis), Beppo Binder (Max von Mayerling)

- 2022: Theater Koblenz: Premiere 5. November 2022; Inszenierung: Markus Dietze; Musikalische Leitung: Felix Pätzold; Darsteller: Monika Maria Staszak (Norma Desmond), Markus Schneider (Joe Gillis), Isabel Mascarenhas (Betty Schaefer), Adrian Becker (Max von Mayerling), Lukas Winterberger (Artie Green), Werner Pürling (Cecil B. DeMille)

- 2022: Pfalztheater Kaiserslautern: Wiederaufnahme 12. November 2022; Inszenierung: Tilman Gersch; Musikalische Leitung: Oliver Pols; Darsteller: Astrid Vosberg, Debra Hays (Norma Desmond), Daniel Eckert (Joe Gillis), Adrienn Čunka (Betty Schaefer), Daniel Böhm (Max von Mayerling), Peter Floch (Artie Green), Alexis Wagner (Cecil B. DeMille)[5]

- 2023: Theater Heidelberg: Premiere 26. Januar 2023; Regie: Felix Seiler; Musikalische Leitung: Dieter Holm, Hanna Klose, Johannes Zimmermann; Darsteller: Ks. Carolyn Frank, Betty Vermeulen (Norma Desmond), Daniel Eckert, Luc Steegers (Joe Gillis), Charlotte Katzer (Betty Schaefer), Dirk Weiler (Max von Mayerling), Jonah Moritz Quast (Artie Green), Ks. Wilfried Staber (Cecil B. DeMille)[6]

## Auszeichnungen
Laurence Olivier Awards
- 1994: Bestes neues Musical (nominiert)
- 1994: Beste Schauspielerin/Musical – Patti LuPone (nominiert)
- 1995: Beste Schauspielerin/Musical – Betty Buckley (nominiert)
- 1996: Beste Schauspielerin/Musical – Elaine Paige (nominiert)
- 2009: Beste Schauspielerin/Musical – Kathryn Evans (nominiert)
- 2009: Beste Darstellung in einer Nebenrolle – Dave Willetts (nominiert)
- 2017: Bestes Musical-Rival (nominiert)
- 2017: Beste Schauspielerin/Musical – Glenn Close (nominiert)

Tony Awards
- 1995: Bestes Musical (gewonnen)
- 1995: Bester Original Score – Andrew Lloyd Webber, Don Black und Christopher Hampton (gewonnen)
- 1995: Bestes Musicallibretto – Don Black und Christopher Hampton (gewonnen)
- 1995: Bester Hauptdarsteller/Musical – Alan Campbell (nominiert)
- 1995: Beste Hauptdarstellerin/Musical – Glenn Close (gewonnen)
- 1995: Bester Nebendarsteller/Musical – George Hearn (gewonnen)
- 1995: Beste Musicalregie – Trevor Nunn (nominiert)
- 1995: Beste Choreographie – Bob Avian (nominiert)
- 1995: Bestes Bühnenbild – John Napier (gewonnen)
- 1995: Bestes Kostümdesign – Anthony Powell (nominiert)
- 1995: Bestes Lichtdesign – Andrew Bridge (gewonnen)

Drama Desk Awards
- 1995: Herausragende Darstellerin/Musical – Glenn Close (gewonnen)
- 1995: Herausragender Nebendarsteller/Musical – George Hearn (gewonnen)
- 1995: Beste Regie/Musical – Trevor Nunn (gewonnen)
- 1995: Beste Choreographie – Bob Avian (gewonnen)
- 1995: Bestes Bühnenbild – John Napier (gewonnen)
- 1995: Bestes Kostümdesign – Anthony Powell (gewonnen)
- 1995: Beste Beleuchtung – Andrew Brücke (gewonnen)
- 2017: Bestes Lichtdesign – Mark Henderson (nominiert)

## CDs
- Sunset Boulevard – World Premiere Recording – Original London Cast (m. Patti LuPone & Kevin Anderson; Doppel-CD, Polydor 1993)
- Sunset Boulevard – Original American Cast Recording – Starring Glenn Close (Doppel-CD, Polydor 1994)
- Sunset Boulevard – Original Canadian Cast Recording – Starring Diahann Carroll (CD: Highlights, Polygram 1995/96)
- Sunset Boulevard – Deutsche Originalaufnahme – Mit Helen Schneider (CD: Highlights, Polydor, 1996)

## Verfilmung
Eine geplante Verfilmung wurde bislang aus unbekannten Gründen mehrmals verschoben. Medienberichte im Frühjahr 2019 sprachen von einem Produktionsstart im Herbst 2019.